# Tim Stützle
Tim Stützle (Viersen, 15 gennaio 2002) è un hockeista su ghiaccio tedesco che gioca negli Ottawa Senators della National Hockey League (NHL), cui è assistente capitano.

## Carriera da giocatore
Stützle ha giocato nell'hockey giovanile per i Krefeld Pinguine. Nella stagione 2015-16 è stato il giocatore con più punti della sua squadra. Nella stagione 2017-18 si è trasferito allo Jungadler Mannheim, segnando 18 gol e 29 assist.
Nonostante si fosse inizialmente impegnato verbalmente a giocare a hockey all'Università del New Hampshire e fosse stato selezionato dai Seattle Thunderbirds nell'Import Draft della Canadian Hockey League (CHL) del 2019, Stützle ha scelto di rimanere in Germania e ha firmato un contratto triennale con l'Adler Mannheim nel giugno 2019. Ha esordito da professionista all'età di 17 anni nel turno di apertura della Champions Hockey League il 30 agosto 2019 contro i Vienna Capitals. Ha giocato 52 partite per l'Adler, segnando 7 gol e totalizzando 34 punti, diventando il giocatore più giovane del campionato.
Il 6 ottobre 2020, Stützle è stato selezionato dagli Ottawa Senators al primo turno, terzo assoluto, del draft NHL 2020. La selezione è avvenuta utilizzando una scelta precedentemente acquisita in uno scambio del 2018 con i San Jose Sharks, che ha mandato a San Jose il difensore Erik Karlsson. La scelta è stata annunciata da Alex Trebek, conduttore di Jeopardy! e ex residente di Ottawa, che ha svelato la scelta con una finta domanda e risposta di Jeopardy!, nello stile dello show. Il 13 ottobre, mentre si stava allenando in Germania con il Mannheim in vista della prossima stagione 2020-21, Stützle ha subito una frattura alla mano che ha richiesto un intervento chirurgico e un periodo di recupero di 6-8 settimane.
Il 27 dicembre 2020 Stützle ha firmato un primo contratto triennale con gli Ottawa Senators. Ha segnato il suo primo gol in NHL il 16 gennaio 2021 contro il portiere Jack Campbell, nella sconfitta per 3-2 contro i Toronto Maple Leafs. Il 2 marzo è stato nominato rookie del mese della NHL per il mese di febbraio, dopo aver accumulato 10 punti in 14 partite. L'8 maggio Stützle ha segnato la sua prima tripletta in NHL, in una vittoria per 4-2 sui Winnipeg Jets.

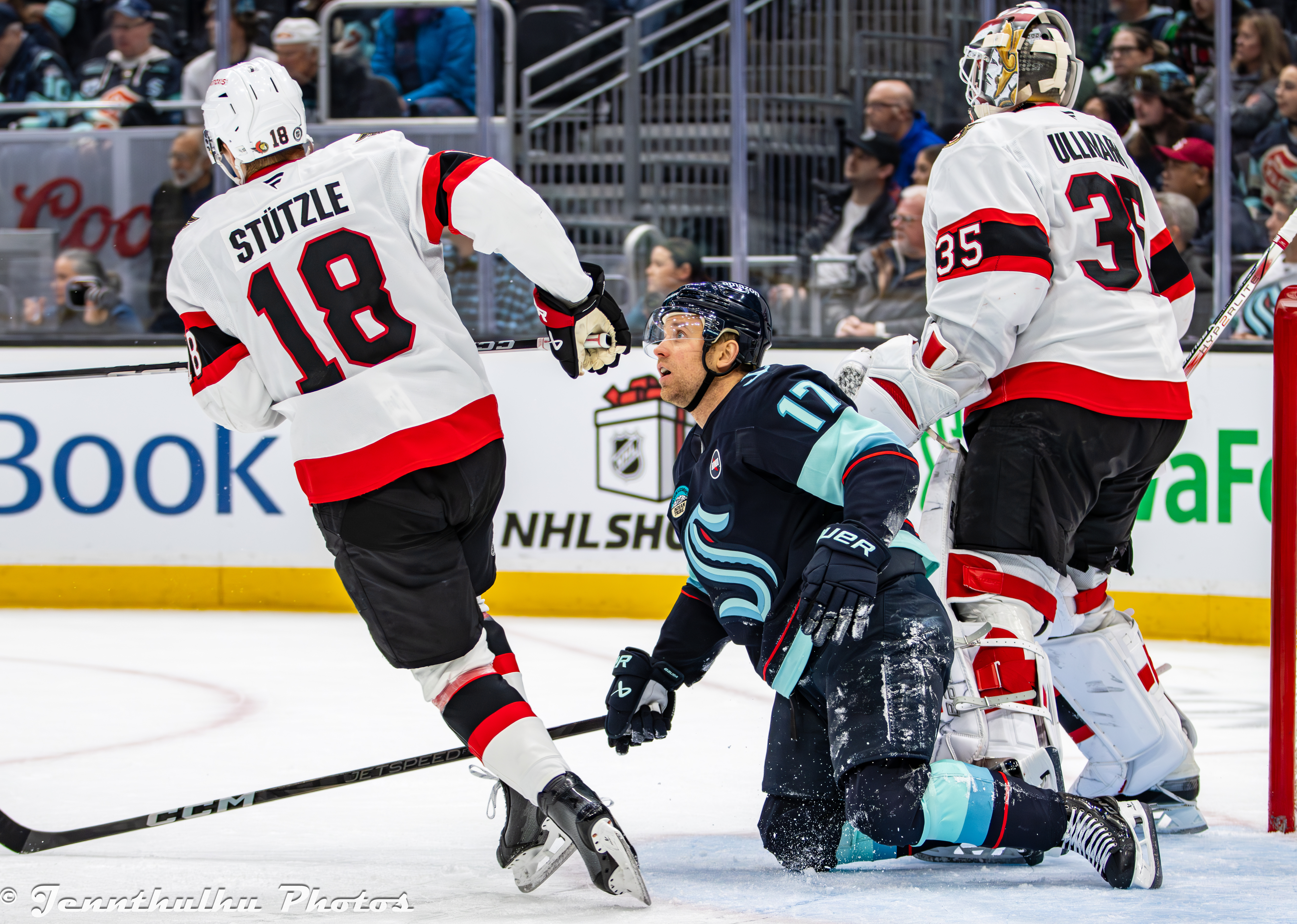
Tim Stützle (a sinistra) gioca per gli Ottawa Senators nel 2024.

Durante la sua seconda stagione in NHL, Stützle è passato dal ruolo di ala a centro. Aveva già giocato in quella posizione in precedenza ed è migliorato notevolmente dopo il passaggio. Il 31 gennaio 2022, Stützle ha combattuto contro il difensore degli Edmonton Oilers William Lagesson nel suo primo combattimento in NHL, segnando poi il gol della vittoria nei tempi supplementari.
Il 7 settembre 2022 Stützle ha firmato con i Senators un'estensione contrattuale della durata di otto anni del valore di 66,8 milioni di dollari, il più grande contratto nella storia della franchigia, superando quello da 64 milioni di dollari firmato da Thomas Chabot nel 2019. Il 12 dicembre, in una partita contro gli Anaheim Ducks, Stützle si è infortunato alla spalla, rimanendo fuori una settimana. Il 20 febbraio 2023 è stato nominato prima stella della settimana della NHL, dopo aver segnato due gol vittoria e dieci punti in quattro partite. Alla fine della stagione, Stützle ha stabilito i suoi massimi in carriera in termini di gol (39), assist (51) e punti (90), affermandosi come una delle giovani stelle del gioco.
Durante la stagione 2024-2025, si qualifica insieme alla squadra degli Ottawa Senators ai playoffs per la prima volta dopo otto stagioni. Il 22 aprile 2025 segna il suo primo punto nei playoff durante la gara 2 del primo girone contro i Toronto Maple Leafs. Nello stesso girone, il 27 aprile 2025, durante la gara 4, segna il suo primo gol nei playoff.

## Carriera in nazionale
Stützle è stato selezionato come miglior giocatore della squadra tedesca al termine della prima partita di qualificazione ai Campionati mondiali juniores 2020 contro il Kazakistan. Nel corso del torneo, ha realizzato cinque assist, ha giocato in media 18 minuti sul ghiaccio in cinque partite ed è stato classificato come pattinatore di categoria A. Ai Campionati mondiali juniores di hockey su ghiaccio del 2021, Stützle è stato nominato capitano della Germania, portando la squadra ai playoff per la prima volta nella sua storia. Al termine del torneo, Stützle è stato nominato miglior attaccante dalla direzione e uno dei membri della squadra all-star scelta dai media.

## Statistiche
Statistiche aggiornate a aprile 2025.

### Club
| 2017–18    | Jungadler Mannheim | DNL        | 25  | 18  | 29  | 47  | 8   | 5 | 4 | 4 | 8  | 2 |
| 2018–19    | Jungadler Mannheim | DNL        | 21  | 23  | 32  | 55  | 30  | 5 | 4 | 7 | 11 | 4 |
| 2019–20    | Adler Mannheim     | DEL        | 41  | 7   | 27  | 34  | 12  | — | — | — | —  | — |
| 2020–21    | Ottawa Senators    | NHL        | 53  | 12  | 17  | 29  | 14  | — | — | — | —  | — |
| 2021–22    | Ottawa Senators    | NHL        | 79  | 22  | 36  | 58  | 37  | — | — | — | —  | — |
| 2022–23    | Ottawa Senators    | NHL        | 78  | 39  | 51  | 90  | 54  | — | — | — | —  | — |
| 2023–24    | Ottawa Senators    | NHL        | 75  | 18  | 52  | 70  | 28  | — | — | — | —  | — |
| 2024-25    | Ottawa Senators    | NHL        | 82  | 24  | 55  | 79  | 46  |   |   |   |    |   |
| Totale DEL | Totale DEL         | Totale DEL | 41  | 7   | 27  | 34  | 12  | — | — | — | —  | — |
| Totale NHL | Totale NHL         | Totale NHL | 367 | 115 | 211 | 326 | 179 | — | — | — | —  | — |

### Nazionale
| Anno            | Squadra         | Evento          |                 | GP | G | A  | Punti | PIM |
| --------------- | --------------- | --------------- | --------------- | -- | - | -- | ----- | --- |
| 2018            | Germania        | U18-D1          | 5               | 1  | 3 | 4  | 2     |     |
| 2019            | Germania        | U18-D1          | 5               | 2  | 7 | 9  | 12    |     |
| 2020            | Germania        | Mondiale JC     | 5               | 0  | 5 | 5  | 2     |     |
| 2021            | Germania        | Mondiale JC     | 5               | 5  | 5 | 10 | 8     |     |
| 2022            | Germania        | wc              | 3               | 0  | 2 | 2  | 4     |     |
| Totale juniores | Totale juniores | Totale juniores | Totale juniores | 20 | 8 | 20 | 28    | 24  |
| Totale senior   | Totale senior   | Totale senior   | Totale senior   | 3  | 0 | 2  | 2     | 4   |